# Calaceite (kommunhuvudort)
Calaceite är en kommunhuvudort i Spanien.   Den ligger i provinsen Provincia de Teruel och regionen Aragonien, i den östra delen av landet, 300 km öster om huvudstaden Madrid. Calaceite ligger 512 meter över havet och antalet invånare är 1 134.
Terrängen runt Calaceite är platt åt sydväst, men åt nordost är den kuperad. Calaceite ligger uppe på en höjd. Runt Calaceite är det glesbefolkat, med 11 invånare per kvadratkilometer. Närmaste större samhälle är Batea, 13,4 km nordost om Calaceite. Trakten runt Calaceite består till största delen av jordbruksmark.